# Вулиця Віталія Блажка
Вулиця Віталія Блажка (до 2024 — Махачкалинська) — одна із вулиць Одеси, розташована в Пересипському районі. Названа на честь українського військовослужбовця Віталія Блажка. Бере початок від вулиці Семена Палія.

## Історія
Вулиця з'явилася вперше на генеральному плані міста у 1966 році під назвою вулиця Махачкалинська, від назви столиці російської республіки Дагестана, Махачкали. Тоді активно розвивалася забудова нового району міста — с-ща Котовського, де основні паралельні вулиці, проспект Добровольського і Дніпропетровську дорогу, мали перпендикулярно з'єднувати Марсельська, Заболотного, Затонського, Бочарова, Махачкалинська і Паустовського. Ідея первинної назви для вулиці досі зостається незрозумілою, оскільки Одесу не пов'язували ніякі зв'язки із Махачкалою. Тут було розпочато зведення житла для працівників промзони та залізничної станції Кулиндорове.
Нова вулиця виявилася розрізана на дві частини селом Іллічівка (з 2016 р. — Ілічанка), яке планували приєднати до міста Одеси із розселенням його мешканців в межах нового мікрорайону. У 1986 році на перетині вулиці із сучасним проспектом Князя Володимира Великого було розпочато зведення прямо посеред проїжджої частини монолітних 13-поверхових будинків, яке завершилося у 1989 році. Так, вулиця перестала бути проїжджою, перетворилася фактично в пішохідну зону та міжквартальні проїзди.
25 березня 2024 року за рішенням Одеської міської ради було перейменовано вулицю Махачкалинську на вулиця Віталія Блажка, на честь українського військовослужбовця, що провів дитинство в Одесі та загинув під час боїв за Маріуполь проти російських загарбників, Віталія Блажка.

## Сучасна структура

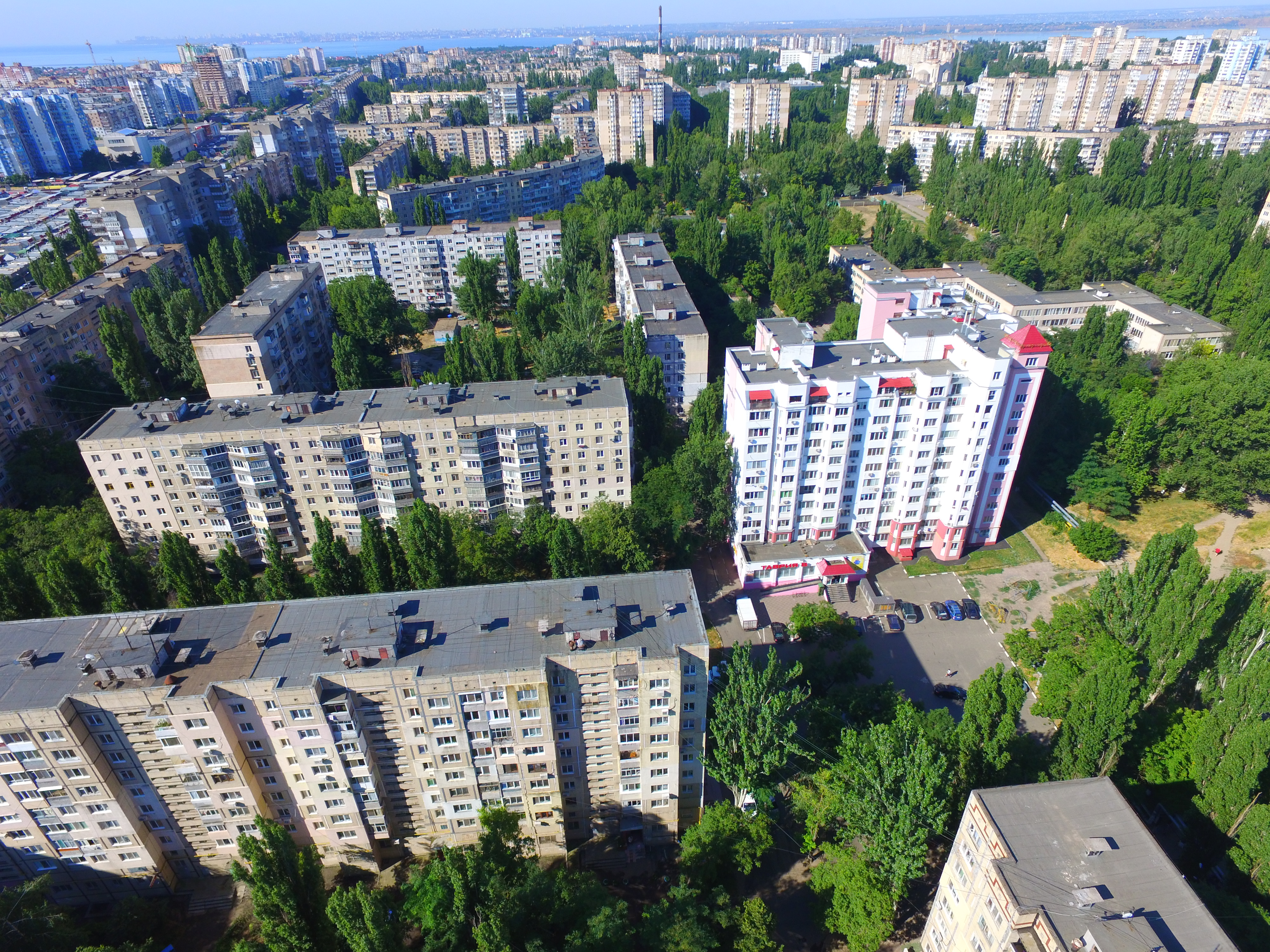
Вигляд з повітря

Вулиця переважно пішохідна; єдина проїжджа ділянка, довжиною 200 м проходить від проспекту Князя Володимира Великого до брами приватного будинку, який знаходиться вже в селі Ілічанка. Більшість будинків, що розташовані на вулиці, адресно відносяться до інших вулиць, а саме просп. Князя Володимира Великого, вул. 28 бригади, вул. Семена Палія. Тим не менш, нумерація по вулиці теж існує, ще з 1970-х років, хоча і хаотична. Будинки із адресою за вул. Віталія Блажка розташовані в різним місцях, оточені будинками, із адресами за іншими вулицях. В північній частині у вулицю вклинюється частина села Ілічанка, а саме її вулиці Нова і Івана Франка, мешканці яких фактично користуються міською інфраструктурою. В південній частині на місці колишнього пожежного басейну між школами №17 і 22 було зведено церкву Святих Жінок-Мироносиць, Московського патріархату.

## Транспорт
На вулиці Віталія Блажка зупиняється:
- Трамваї: 1, 1к, 7
- Автобуси: 13, 39, 39С, 59, 59А, 67, 67т, 130
- Маршрутні таксі: 104, 165, 190, 240